# Fundașul dispărut
Fundașul dispărut (în engleză The Adventure of the Missing Three-Quarter) este una dintre cele 56 povestiri scurte cu Sherlock Holmes ale lui Sir Arthur Conan Doyle și a unsprezecea povestire din volumul Întoarcerea lui Sherlock Holmes.
Povestirea a fost publicată în revista Strand Magazine din august 1904, cu ilustrații de Sidney Paget, apoi în revista Collier's Weekly din noiembrie 1904, cu ilustrații de Frederic Dorr Steele, iar ulterior în volumul "Întoarcerea lui Sherlock Holmes" (în engleză The Return of Sherlock Holmes) editat la 7 martie 1905 de George Newnes Ltd din Anglia.

## Rezumat

### Misterul inițial

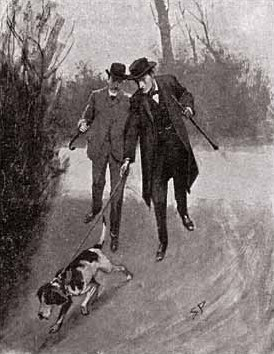
Holmes şi Watson, urmărind traseul caleştii cu ajutorul unui câine de vânătoare.

Cyril Overton, căpitanul echipei de rugby a Universității din Cambridge, vine la locuința lui Sherlock Holmes pentru a-i cere ajutorul într-o problemă foarte urgentă. Echipa Universității din Cambridge trebuia să susțină a doua zi un meci de rugby contra echipei Universității din Oxford. În seara anterioară, fundașul Godfrey Staunton a plecat de la hotelul Bentley din Londra unde era cazată echipa și nu s-a mai întors. Staunton este cel mai bun jucător al echipei, iar absența sa la acest meci ar pune în pericol șansele de victorie ale lotului Universității din Cambridge. Overton a mers la Scotland Yard, iar inspectorul Stanley Hopkins l-a sfătuit să-l contacteze pe Sherlock Holmes pentru a-i cere ajutorul.
În seara dispariției, Staunton părea un pic mai palid și mai preocupat decât de obicei. Seara târziu (pe la ora 22,30), după cum a declarat portarul de la hotel, a venit la hotel un bărbat necunoscut, cu barbă și cu înfățișare neîngrijită, cu un bilet pentru rubgist. Biletul a fost dus în camera lui Staunton, iar, după ce l-a citit, acesta a căzut pe scaun. Fundașul a băut puțină apă și și-a revenit, apoi a coborât și a vorbit cu necunoscutul, plecând împreună în fugă de la hotel și fiind văzuți fugind pe stradă înspre Strand. De atunci, nimeni nu îi mai văzuse.
Overton a telegrafiat la Cambridge pentru a afla dacă Staunton a fost văzut acolo, dar nu a primit niciun răspuns. El i-a telegrafiar și lordului Mount-James, unchiul foarte bogat și zgârcit al lui Staunton și ruda sa cea mai apropiată, dar nu a primit niciun răspuns. Staunton este moștenitorul lordului Mount-James, în vârstă de aproape optzeci de ani, dar el trebuie să trăiască în sărăcie din cauza zgârceniei unchiului său.
Holmes trebuie să admită că sportul este un pic în afara ariei sale de competență, dar consideră acest caz la fel de serios ca oricare altul.

### Rezolvare
Holmes, Watson și Overton merg la hotelul, unde era cazată echipa din Cambridge. Holmes îl interoghează pe portar, care-i spune că omul cu barbă, care a adus biletul nu era un domn, dar nici muncitor, și părea a fi și el preocupat de ceva, pentru că mâna îi tremura atunci când i-a înmânat biletul. Singurul cuvânt pe care portarul l-a auzit din scurta lor conversație a fost "timp".
Pe la ora 18, portarul îi adusese în camera lui Staunton o telegramă, iar acesta din urmă scrisese cu tocul un răspuns pe care l-a dus personal la oficiul telegrafic. Holmes se uită la formularele telegrafice din camera lui Staunton, iar apoi la sugativă, unde găsește în cele din urmă un indiciu. Pe o pagină de sugativă utilizată de tânăr pentru a usca cerneala de pe formularul telegrafic, detectivul reușește să descifreze sfârșitul mesajului: „Stand by us for God's sake” (în română Ajută-ne, pentru numele lui Dumnezeu). Evident, este implicată cel puțin o altă persoană (Staunton scrisese "ajută-ne") și există un fel de pericol. Alte hârtii rămase în cameră conțin și ele indicii.
Lordul Mount-James sosește în scurt timp, dar nu-i poate da lui Holmes nicio informație utilă cu privire la locul unde se află nepotul său. Bătrânul zgârcit pare foarte îngrozit de posibilitatea ca dispariția nepotului său să fie o răpire al cărei obiect ar fi stoarcerea de bani de la el.
Holmes și dr. Watson merg apoi la cel mai apropiat oficiu telegrafic unde Holmes folosește un șiretlic pentru a o face pe angajata de acolo să-i arate cotorul mesajului trimis de Staunton. Detectivul află astfel că destinatarul mesajului era dr. Leslie Armstrong, un savant universitar de la Cambridge. Ei se deplasează atunci la Cambridge pentru a vorbi cu doctorul Armstrong.

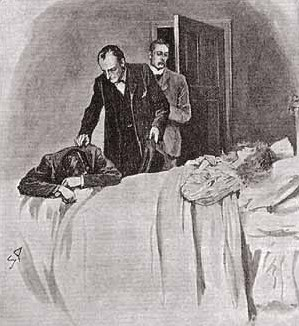
Staunton este găsit plângând.

Holmes și Watson merg în acea zi la doctorul Armstrong, care recunoaște că este un prieten apropiat al lui Staunton. Savantul nu reacționează atunci când i s-a spus că Staunton a dispărut și pretinde că nu știe unde este tânărul și că nu l-a văzut recent. El afirmă că Staunton este foarte sănătos, dar Holmes îi pune în față o chitanță pentru 13 guinee plătite dr. Armstrong. Acesta din urmă refuză să-i dea detectivului orice informație, crezând că el a fost angajat de către lordul Mount-James, și-i dă afară pe Holmes și Watson.
Cei doi se cazează la un han aflat vizavi de casa doctorului Armstrong, de unde ei pot să-l urmărească. Informându-se prin oraș, Holmes află de la un localnic că doctorul, deși nu practică medicina, face plimbări zilnice de aproximativ trei ore, în afara orașului. În aceeași seară, el reușește să urmărească trăsura lui Armstrong, mergând în spatele ei pe bicicletă, dar doctorul și-a dat seama că este urmărit și l-a obligat pe detectiv să renunțe la urmărire. A doua zi, când a avut loc meciul dintre Oxford și Cambridge, Holmes a mers cu bicicleta în satele din împrejurimi pentru a vedea dacă trăsura trecuse pe acolo. El revine seara din periplul său cu mâna goală și află că echipa din Cambridge pierduse meciul cu echipa din Oxford.
În dimineața următoare, Holmes se trezește devreme și împroașcă cu anason roata din spate a trăsurii doctorului, apoi apelează la un câine pe nume Pompey pentru a urmări mirosul trăsurii. Pista arată că trăsura a tăiat brusc câmpul pentru a ajunge la un drum nou care merge în direcția orașului Cambridge. Holmes înțelege astfel de ce caleașca nu fusese văzută în satele aflate în continuarea primului drum. Cei doi prieteni ajung în cele din urmă la o cabană aflată în plin câmp după ce trăsura doctorului a trecut (fără să-i vadă) în sens invers. Holmes și Watson intră în cabană și, auzind niște plânsete, se duc în acea cameră. Ei îl găsesc acolo pe Staunton, plângând lângă un pat unde se afla o tânără femeie decedată.
Dr. Armstrong, care s-a întors brusc, intră în cabană și este foarte furios când îi găsește acolo pe Holmes și Watson. Detectivul își afirmă intenția de a nu dezvălui nimic despre acest caz și, astfel, reușește să recâștige încrederea medicului. Acesta le explică atunci că în urmă cu un an, pe când locuia la Londra, Staunton se îndrăgostise de fata proprietarului și se căsătorise cu ea în secret. Această căsătorie nu a fost dezvăluită nimănui, căci unchiul tânărului, lordul Mount-James, l-ar fi dezmoștenit dacă ar fi aflat. Cu toate acestea, fata s-a îmbolnăvit grav de tuberculoză, iar starea ei de sănătate s-a deteriorat rapid. Cu două zile înainte de meci, dr. Armstrong i-a scris tatălui femeii despre starea ei critică, iar el - străinul cu barbă - l-a căutat pe Staunton la hotel, amândoi plecând în grabă pentru a ajunge la căpătâiul ei. Misterul fiind rezolvat, Holmes părăsește casa în doliu.

## Personaje
- Sherlock Holmes
- doctorul Watson
- Cyril Overton - antrenorul echipei de rugby a Universității din Cambridge
- Godfrey Staunton - fundaș în echipa de rugby a Universității din Cambridge
- Lordul Mount-James - unchiul lui Godfrey Staunton, unul dintre cei mai bogați oameni din Anglia
- Dr. Leslie Armstrong - unul dintre directorii școlii de medicină din cadrul Universității din Cambridge
- Stanley Hopkins - inspector la Scotland Yard

## Comentariu
În primul paragraf al povestirii, Watson precizează la începutul povestirii că ancheta a avut loc în luna februarie, « cu 7 sau 8 ani în urmă»; cum povestirea a fost publicată în august 1904, rezultă că acțiunea are loc în 1896 sau în 1897. Ultimele cuvinte ale povestirii evocă anotimpul de iarnă. Specialistul William S. Baring-Gould ajunge la conclzia că acțiunea a avut loc în februarie 1896.
Această aventură îl duce pe Sherlock Holmes în domeniul sportiv, ceea ce este o excepție în întregul canon holmesian. Despre sport în general, Holmes afirmă în această povestire că el nu a avut niciodată legături cu lumea sportului, dar îl consideră ca fiind "cel mai bun și mai sănătos lucru din Anglia." Această opinie corespunde cu cea a lui Arthur Conan Doyle, care era pasionat de sport și un excelent jucător de rugby în tinerețea sa.
La începutul acestei povestiri, Watson susține că pe parcursul anilor l-a "dezobișnuit treptat [pe Holmes] de acea manie a drogurilor care i-a amenințat odată cariera sa remarcabilă."
Aceasta este cea de-a doua operă literară în care Holmes foloseste un câine pentru a urmări pe cineva. Cealaltă ocazie are loc în romanul Semnul celor patru.

## Aluzii la alte anchete
Pe la începutul povestirii, Holmes își consultă dosarele pentru a vedea dacă a notat informații cu privire la Godfrey Staunton. El nu găsește decât o fișă a unui anumit "Arthur H. Staunton", precizând că acesta este un falsificator, și o a doua fișă a unui "Henry Staunton", adăugând că el a contribuit la spânzurarea acestuia. Această din urmă aventură a detectivului este inedită.
Mai mult, Holmes evocă memoria profesorului Moriarty, atunci când se întâlnește pentru prima dată cu dr. Armstrong. Aceasta este o aluzie la acțiunea din povestirea Ultima problemă.

## Adaptări teatrale și cinematografice
Această povestire a servit ca sursă de inspirație pentru al 38-lea film cu Sherlock Holmes (filmat în 1923) din seria de filme mute cu Eille Norwood.

## Traduceri în limba română
- Fundașul dispărut - în volumul "Aventurile lui Sherlock Holmes. Vol. III" (Colecția Adevărul, București, 2010) - traducere de Silvia Stan
- Fundașul dispărut - în volumul "Aventurile lui Sherlock Holmes. Vol. III" (Colecția Adevărul, București, 2011) - traducere de Silvia Stan